# Friedrich Bergius
Friedrich Karl Rudolf Bergius (n. 11 octombrie 1884, Złotniki⁠(d), Regatul Prusiei, Imperiul German – d. 30 martie 1949, Buenos Aires, Argentina) a fost un cercetător chimist german, care a inventat un proces de transformare a cărbunilor în petrol și a lemnului în zahăr.

## Date biografice
A fost profesor la Universitatea din Hanovra, a avut numeroase contribuții la inventarea și perfecționarea metodelor chimice de sinteză la presiuni înalte. A obținut benzină sintetică prin hidrogenarea cărbunilor la presiune înaltă și zahăr alimentar prin zaharificarea celulozei în mediu acid. În 1931 a primit Premiul Nobel pentru chimie împreună cu Carl Bosch.